# 2월 23일
2월 23일은 그레고리력으로 54번째(윤년일 경우도 54번째) 날에 해당한다.

## 사건
- 303년 - 로마 제국의 황제 디오클레티아누스가 니코메디아에서 기독교 교회, 성물과 성전을 파괴하고 기독교인의 모임을 불허하는 내용의 기독교 탄압을 위한 칙령을 발표하다.
- 1904년 - 외부대신 서리 이지용과 일본공사 하야시 곤스케의 명의로 한일의정서가 체결되다.
- 1960년 - 미 해군 소속의 돈 윌시와 스위스의 탐험가이자 발명가 자크 피카르(Jacques Piccard)가 잠수정 트리에스테가2호를 타고 마리아나 해구 10,916 m (35,814 ft) 깊이까지 잠수하다.
- 1998년 - 토네이도가 미국 플로리다주 중부를 강타해 2,600개의 건물이 파괴되고 42명이 죽다.
- 1999년 - 눈사태로 오스트리아 갈투르 마을이 파괴되고 31명이 죽다.
- 2008년 - 미국 공군 B-2 스피릿 다목적 스텔스기가 괌의 앤더슨 공군기지에 추락하다. B-2 폭격기 최초의 운용도중 손실(Operational Loss).
- 2012년 - 367943두엔데가 관측됨
- 2018년 - 대한민국에서 국제회의기구인 IFO를 창단했다.
- 2020년 - 대한민국에서 국민의당이 창당했다.
- 2024년 - 바둑 - 중국 상하이 그랜드 호텔에서 열린 제25회 농심신라면배 세계최강전 최종국을 우리나라의 신진서 9단이 승리했다. 신진서는 일명 상하이 대첩이라 불리는 19년 전, 이창호 9단의 농심배 전설을 그대로 재현해 냈다.

## 문화
- 2014년
  - 러시아 소치에서 열린 제22회 2014년 동계 올림픽이 폐막되었다.
  - EBS 바둑교실이 25년 만에 종영되었다.

## 탄생
- 1646년 - 일본 에도 막부의 제5대 쇼군 도쿠가와 쓰나요시. (~1709년)
- 1685년 - 독일 태생 바로크 시대 영국의 작곡가 게오르크 프리드리히 헨델. (1759년)
- 1840년 - 오스트리아와 폴란드의 경제학자 카를 멩거. (~1921년)
- 1851년 - 조선 말기의 정치인 김옥균. (~1894년)
- 1883년 - 독일의 실존주의 철학자 카를 야스퍼스. (~1969년)
- 1889년 - 미국의 영화 감독 빅터 플레밍년. (~1949년)
- 1904년
  - 미국의 언론인 윌리엄 L. 샤이러. (~1993년)
  - 대한민국의 정치인 정일형. (~1982년)
- 1924년 - 대한민국 군인, 정치인 이후락. (~2009년)
- 1926년 - 대한민국의 교사, 정치인 정태성. (~1984년)
- 1928년 - 중화인민공화국의 물리학자 장춘하오. (~2024년)
- 1930년 - 일본의 수학자 시무라 고로. (~2019년)
- 1936년 - 대한민국의 태권도 무술가 김정길.
- 1937년 - 한국계 노르웨이의 기업인 이철호. (~2018년)
- 1940년 - 미국의 배우 피터 폰다. (~2019년)
- 1948년 - 대한민국의 바둑 기사 한상열.
- 1950년
  - 대한민국의 성우 겸 배우 이종구.
  - 미국의 영화배우, 각본가 메리 팻 글리슨. (~2020년)
- 1952년 - 대한민국의 가수 나현재.
- 1953년 - 홍콩의 싱어송라이터 겸 영화배우 중전타오.
- 1954년
  - 대한민국의 작가 김운경.
  - 우크라이나의 제3대 대통령 빅토르 유셴코.
- 1956년
  - 대한민국의 언론인, 정치인, 종교인, 외교관 이백만.
  - 일본의 가수 노구치 고로.
  - 일본의 소설가, 방송작가 햐쿠타 나오키.
- 1960년 - 일본의 천황 나루히토.
- 1962년
  - 일본의 제126대 일왕 나루히토.
  - 대한민국의 유도 선수 안병근.
- 1963년 - 대한민국의 기업인, 정치인 이상직.
- 1965년
  - 대한민국의 가수 김종서.
  - 러시아의 축구 선수 발레리 시마로프.
  - 미국의 정치인 밥 퍼거슨.
- 1967년 - 대한민국의 정치학자, 관료 김태효.
- 1968년 - 대한민국의 야구 선수 김태룡.
- 1969년
  - 대한민국의 배우 김소이.
  - 대한민국의 음악가 신윤철.
- 1970년 - 캐나다의 배우 마리조제 크로즈.
- 1971년
  - 대한민국의 배우 정찬.
  - 대한민국의 가수 그린 페이스.
- 1972년
  - 대한민국의 성우 전태열.
  - 일본의 성우 키사이치 아츠시.
- 1973년
  - 대한민국의 배우 김민채.
  - 대한민국의 기업인 구창근.
- 1975년 - 일본의 성우 나가타 료코.
- 1976년
  - 미국의 배우 켈리 맥도널드.
  - 영국의 작곡가 론 밸프.
- 1977년 - 대한민국의 배우 김대령.
- 1978년 - 대한민국의 목사 오훈.
- 1979년 - 대한민국의 야구 선수 안치용.
- 1980년 - 대한민국의 당구 선수 김경률. (~2015년)
- 1981년
  - 일본의 성우 나카하라 마이.
  - 잉글랜드의 축구 선수 개러스 배리.
- 1982년
  - 대한민국의 배우 승규. (~2012년)
  - 미국의 배우 애덤 핸버드.
- 1983년
  - 영국의 배우 에밀리 블런트.
  - 대한민국의 배우 정지아.
  - 대한민국의 가수 차은성.
  - 대한민국의 프로듀서 스티.
- 1984년
  - 대한민국의 배우 이시유.
  - 대한민국의 배우 정유미.
  - 대한민국의 가수 홍석민.
- 1985년
  - 일본의 가수 아키타 가즈에.
  - 대한민국의 배우 신다은.
- 1986년 - 일본의 가수, 배우 카메나시 카즈야.
- 1987년 - 대한민국의 방송기자, 전 아나운서 오현주.
- 1988년.
  - 오스트레일리아의 가수 케빈 (제국의 아이들).
  - 대한민국의 가수 박나래 (스피카).
  - 아르헨티나의 축구 선수 니콜라스 가이탄.
- 1989년 - 대한민국의 배우 김수연.
- 1990년
  - 대한민국의 야구 선수 조홍석.
  - 대한민국의 배우 노상보.
- 1991년
  - 기니비시우의 축구 선수 제르수 페르난드스.
  - 일본의 성인 비디오 여배우, 그라비아 아이돌 루카와 리나.
- 1992년
  - 브라질의 축구 선수 카제미루.
  - 오스트레일리아의 배우 서마라 위빙.
  - 그리스의 축구 선수 키리아코스 파파도풀로스.
  - 호주의 배우 서마라 위빙.
- 1993년 - 대한민국의 배우 정가람.
- 1994년
  - 대한민국의 가수 준 (LC9).
  - 대한민국의 가수 이정문.
  - 미국의 배우 다코타 패닝.
- 1995년 - 미국의 육상 선수 밸러리 올먼.
- 1996년 - 대한민국의 리그 오브 레전드 프로게이머 조지현.
- 1997년
  - 대한민국의 스타크래프트 프로게이머 장현우.
  - 독일의 축구 선수 베냐민 헨릭스.
  - 일본의 아이돌 콘도 리나. (NMB48)
  - 중화민국의 역도 선수 천원후이.
- 1998년
  - 대한민국의 바둑 기사 송지훈.
  - 캐나다의 가수 케빈 (더 보이즈).
- 1999년
  - 대한민국의 가수 김동현 (골든차일드).
  - 대한민국의 축구 선수 박준하.
  - 대한민국의 기상캐스터, 방송인 김민지.
- 2000년 - 대한민국의 야구 선수 김건.
  - 네덜란드의 육상 선수 펨커 볼.
- 2001년 - 오스트레일리아의 테니스 선수 린키 히지카타.
- 2002년 - 대한민국의 축구 선수 김성동.
- 2005년 - 대한민국의 프리스타일 스키 선수 윤종현.
- 2007년 - 대한민국의 배우 황재원.
- 2008년 - 대한민국의 배우 홍은택.
- 2009년 - 대한민국의 가수 김다현.
- 2012년 - 스웨덴의 공작 에스텔 아브 외스테르예틀란드 여공작.

## 사망
- 1603년 - 프랑스의 수학자 프랑수아 비에트. (1540년~)
- 1848년 - 미국의 제6대 대통령 존 퀸시 애덤스. (1767년~)
- 1855년 - 독일의 수학자 카를 프리드리히 가우스. (1777년~)
- 1918년 - 홍콩의 제12대 총독 헨리 아서 블레이크. (1840년~)
- 1934년 - 영국의 작곡가 에드워드 엘가. (1857년~)
- 1941년 - 대한민국의 독립운동가 박동완. (1885년~)
- 1946년 - 일본제국의 군인 야마시타 도모유키. (1885년~)
- 2000년 - 영국의 축구 선수, 축구 감독 스탠리 매슈스. (1915년~)
- 2008년 - 슬로베니아의 독립 이후 두 번째 대통령 야네스 드르노우셰크. (1950년~)
- 2010년 - 대한민국의 희극인 배삼룡. (1925년~)
- 2012년 - 대한민국의 외교공무원 강영우. (1944년~)
- 2014년 - 대한민국의 군인 출신 정치가 이철희. (1923년~)
- 2019년
  - 대한민국의 무용가 김금화. (1931년~)
  - 미국의 영화배우 캐서린 헬먼드. (1929년~)
- 2020년 - 대한민국의 국제기관단체인 한상태. (1928년~)
- 2021년
  - 대한민국의 법조인 김정길. (1937년~)
  - 대한민국의 성우 이병욱. (1969년~)
- 2022년 - 이탈리아의 가수 안토니에타 스텔라. (1929년~)
- 2023년 - 대한민국의 정치인 강석구. (1960년~)
- 2024년
  - 러시아의 변호사 뱌체슬라프 레베데프. (1943년~)
  - 대한민국의 작곡가, 프로듀서 신사동호랭이. (1983년~)
  - 대한민국의 정치인 윤정희. (1967년~)
- 2025년 - 태국의 제14대 총리 타닌 끄라이위치안. (1927년~)

## 기념일
- 구소련 국가들의 조국수호의 날
- 브루나이의 국경일: 1984년 영국으로부터의 독립을 기념하는 날.
- 가이아나의 공화국 선포 기념일(Mashramani): 1970년 2월 영연방의 일원으로 공화국이 된 것을 기념하는 날.

## 같이 보기
- 전날: 2월 22일 다음날: 2월 24일 - 전달: 1월 23일 다음달: 3월 23일
- 음력: 2월 23일
- 모두 보기